# Alessandro Capra
Alessandro Capra (Cremona, c. 1608 - Cremona, c. 1684) fue un arquitecto, inventor y escritor italiano.

## Obras
- Nuova architettura dell'agrimensura di terre e acque (en italiano). Cremona: Paolo Puerone. 1672.
- Geometria famigliare (en italiano). Cremona: Giovanni Pietro Zanni. 1673.
- Nuova architettura famigliare (en italiano). Bologna: Giacomo Monti. 1678.
- Nuova architettura militare (en italiano). Bologna: Giacomo Monti. 1683.